# Susanomira caucasica
Susanomira caucasica (лат.) — вид двукрылых насекомых семейства муравьевидок. Единственный представитель своего рода. Сестринской группой является род Saltella.

## Внешнее строение
Мухи длиной 6-7,5 мм. Голова овальная. Лицо и щёки коричневые. Высота щёк в 2,5 раза меньше высоты глаза. Лоб, наличник и задняя поверхность головы чёрные. Усики красно-коричневые. Третий членик усиков удлинённый у основания жёлтоватый, передний край его бывает затемнён. У основания рта одна пара вибрисальных щетинок. Ариста без волосков. Жужжальца жёлтоватые. Грудь, брюшко и ноги чёрные в сероватом налёте. На боках груди есть блестящие пятна и полоски. Щиток с двумя щетинками на вершине. Крылья длиннее брюшка (4,3-5,4 мм). Половой диморфизм не выражен. У самцов нет на передних голенях крупных щетинок и зубцов и на задних голенях осметриум слабо выражен — это особое сенсорное поле. Эти особенности характерны для у большинства других муравьевидок. Два первых тергита брюшка слиты в синтергит. Брюшко за синтергитом не суживается. Щетинки на брюшке имеются только по бокам. На третьем тергите одна щетинка, на четвёртом тергите — 4 или 5 щетинок. Пятый и шестой тергит с двумя щетинками.

## Биология
Личнинки развиваются в экскрементах крупного рагатого скота. Мухи встречаются с мая по июль в горах на высоте от 1600 до 2000 м.

## Распространение
Вид встречается только Северной Осетии в окрестностях города Алагир и в Грузии около посёлка Степанцминда у поднодья горы Казбек.